# Prayagpur
Prayagpur è una suddivisione dell'India, classificata come census town, di 5.149 abitanti, situata nel distretto di Bardhaman, nello stato federato del Bengala Occidentale. In base al numero di abitanti la città rientra nella classe V (da 5.000 a 9.999 persone).

## Geografia fisica
La città è situata a 23° 26' 08 N e 87° 27' 02 E.

## Società

### Evoluzione demografica
Al censimento del 2001 la popolazione di Prayagpur assommava a 5.149 persone, delle quali 2.681 maschi e 2.468 femmine. I bambini di età inferiore o uguale ai sei anni assommavano a 647, dei quali 302 maschi e 345 femmine. Infine, coloro che erano in grado di saper almeno leggere e scrivere erano 3.420, dei quali 2.024 maschi e 1.396 femmine.